# Josef Bregenzer
Josef Bregenzer (30 de junho de 1909 - 16 de julho de 1944) foi um oficial alemão que serviu durante a Segunda Guerra Mundial. Foi condecorado com a Cruz de Cavaleiro da Cruz de Ferro.

## Carreira

### Patentes
Oberstleutnant

### Condecorações
| Cruz de Ferro 2ª Classe                       |
| Cruz de Ferro 1ª Classe                       |
| Folhas de Carvalho nº 427 17 de março de 1944 |